# Silbertal
Silbertal är en ort och kommun i distriktet Bludenz i förbundslandet Vorarlberg i Österrike. Kommunen har 854 invånare (2024). Silbertal nämns för första gången i ett dokument från år 1319.